# Ephesia nympaea
Ephesia nympaea là một loài bướm đêm trong họ Noctuidae.